# Eridson Mendes Umpeça
Eridson Mendes Umpeça (Bissau, 25 de junho de 1990) é um futebolista profissional guineense que atua como defensor.

## Carreira
Eridson Mendes representou o elenco da Seleção Guineense de Futebol na Campeonato Africano das Nações de 2017.